# Stealthvirus
Een stealthvirus is een computervirus die zijn aanwezigheid verbergt voor antivirussoftware. Dit doen ze door het besmette bestand te verwisselen met een schone kopie van dat bestand, wanneer de software scant voor virussen.

## Besmetting
Het stealthvirus kan op verschillende manieren in het computersysteem terechtkomen. Een eerste manier is door het openen van schadelijke mails, spam, die besmet zijn met het virus. Bij het openen van deze mails geeft men het virus vrije toegang tot alle computerbestanden. Ook bij het downloaden van software via het internet is er een mogelijkheid dat een stealthvirus de computer besmet. De software komt dus best van betrouwbare bronnen of links. Bij het downloaden van illegale en/of auteursrechtelijk beschermde muziek, films of software via BitTorrent is de kans groot dat de bestanden besmet zijn met virussen, waaronder ook stealthvirussen.

## Werking
Een stealthvirus verbergt zich in het geheugen en gebruikt allerlei trucs om de gewijzigde bestanden te verbergen.